# Mapuche

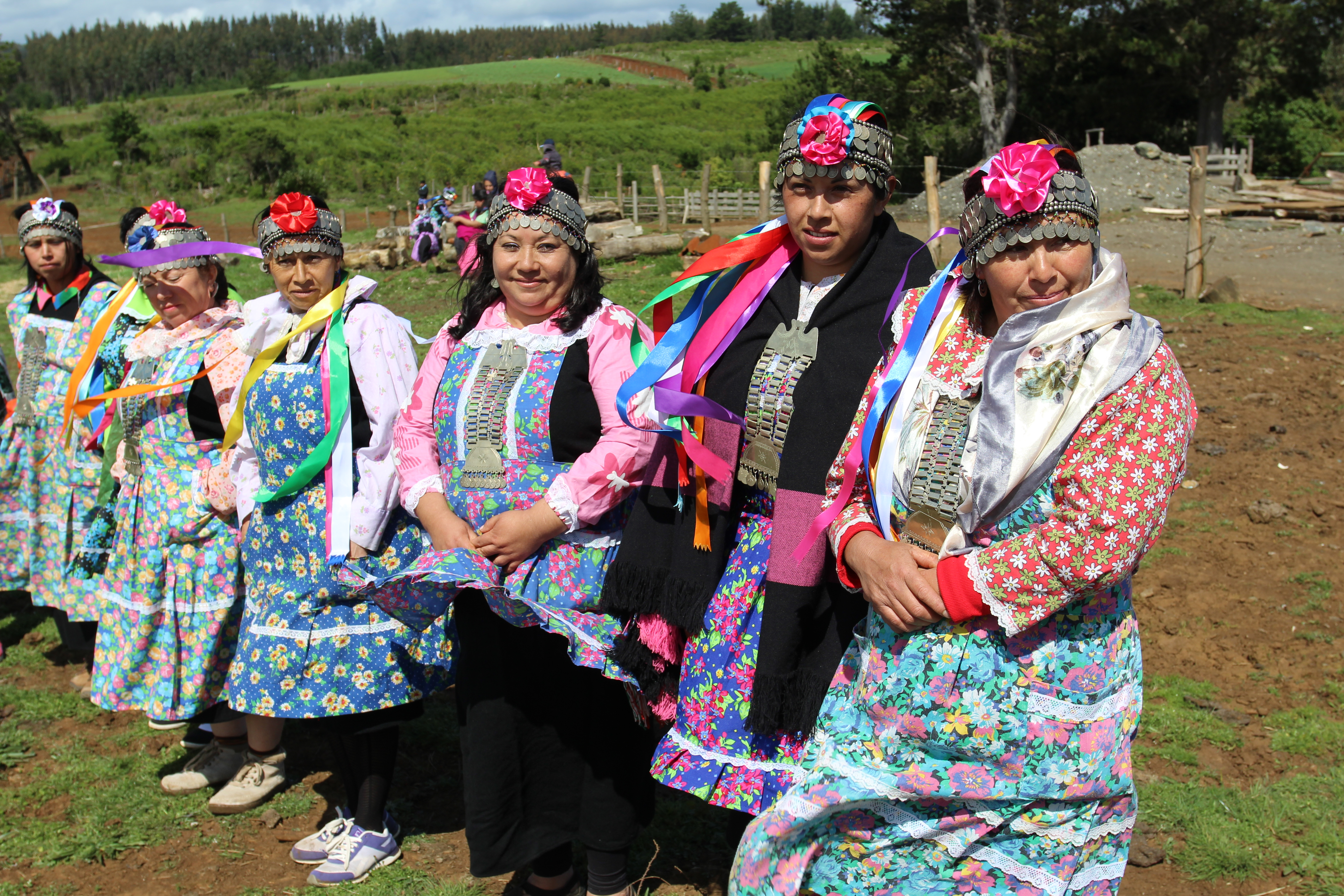
Mapuche-Frauen von Tirúa im Jahr 2015.

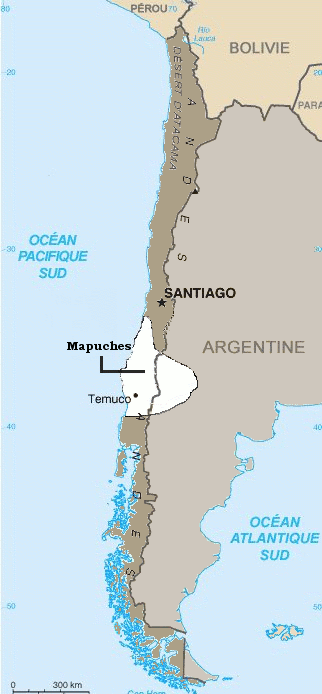
Die Heimat der Mapuche

Historische Mapuche-Flagge.

Die Mapuche (früher zusammen mit benachbarten Völkern Araukaner genannt) sind ein indigenes Volk Südamerikas. Ihr angestammtes Gebiet erstreckt sich auf die Staaten Chile und Argentinien. Die Mapuche teilen sich in diverse Regionalidentitäten auf, so zum Beispiel die Picunche (Menschen des Nordens), die Wilhiche, die Lafkenche (Menschen des Meeres), die Wenteche (Menschen der Täler) und die Pewenche, die die bekannteste und größte Gruppe bilden. Die Pikunche, das Volk des Nordens, wurden bereits in vorkolumbischer Zeit von den Inka erobert und als Fronarbeiter eingesetzt, wobei die Landstrukturen allerdings bestehen blieben. Die Huilliche, auch als das Volk des Südens bezeichnet, waren bis ins 13. oder 14. Jahrhundert Jäger und Sammler, bevor sie ergänzend dazu einen begrenzten Gartenbau einführten. Der reiche Wildbestand und Pinienfrüchte lieferten nach wie vor die wichtigste Subsistenzbasis. Im 16. und 17. Jahrhundert gingen sie zu Ackerbau (Weizen, Kartoffel) und Viehzucht (Lama, Rind, Schaf, Pferd) über.
Die Mapuche (genauer: die Pewenche und Teile der Wilhiche) widersetzten sich der spanischen Kolonisation mit erbitterter und – im Gegensatz zu den meisten anderen indigenen Völkern Amerikas – über 300 Jahre langer erfolgreicher Gegenwehr. Von der Mitte des 16. Jahrhunderts an etablierten die Mapuche einen eigenen Staat (zum Teil nach spanischem Vorbild), der bis 1883 Bestand hatte. Seitdem besteht teilweise unter den Mapuche die Bestrebung, wieder die Unabhängigkeit zu erlangen, was bis heute zu Konflikten führt.

## Geschichte

### Vorkolumbische Kultur
Den Mapuche ist es als einzigem indigenen Volk Amerikas über lange Zeit hinweg gelungen, sich der Kolonisation durch die Spanier zu entziehen und ihre Unabhängigkeit zu bewahren. Ihr Siedlungsgebiet erstreckte sich vom Río Choapa im mittleren Norden Chiles bis zur Insel Chiloé, es hatte also eine Nord-Süd-Ausdehnung von etwa 1600 Kilometern. In der Sprache der Mapuche, dem Mapudungun, bedeutet Mapu Erde und Che so viel wie Mensch. Die Mapuche nennen sich selbst, wie viele andere indigene Volksgruppen, „Menschen der Erde“.
„Mapuche“ als identitärer Oberbegriff für die verschiedenen Regionalidentitäten entwickelte sich erst im 17. und 18. Jahrhundert in Abgrenzung zu den „Winkas“ (<we igka, „neue Inkas“), den Fremden, wie zunächst die spanischen Kolonisatoren und später die chilenische Mehrheitsgesellschaft bezeichnet wurde. Die Eigenbezeichnung als „Mapuche“ ist somit als Resultat von Widerstands- und Reorganisationsprozessen unter dem Einfluss der Spanier zu verstehen. Die Mapuche sehen sich als eine Volkseinheit, Jeqmonche genannt, die sich in mehrere nach geografischen Herkunftsgebieten benannte Gruppen gliedert. Bei den vorkolonialen Mapuche handelte es sich um Halbnomaden, die nur in geringem Maße Land- und Viehwirtschaft betrieben. Sie lebten in zahlenmäßig kleinen Familienverbänden, so genannten Lofche, die autarke und autonome Einheiten bildeten. Sie kannten weder größere Dörfer noch Städte. Auch das Rad war unbekannt. Ihr Land verwalten die Mapuche noch heute in Gemeineigentum.

Araukanerinnen beim Weben (Ende des 19. Jahrhunderts)

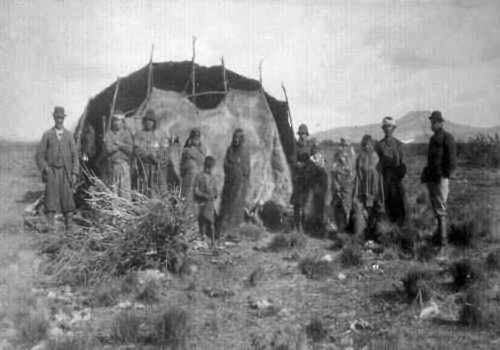
Zusammentreffen mit Mapuche, Expedition von Hans Steffen (1895)

Das vorkolumbische Volk der Mapuche wird in der heutigen Literatur teilweise auch „Reche-Mapuche“ genannt, was so viel bedeutet wie „ursprüngliche“ oder „authentische“ Mapuche, von Mapudungun Re (rein, unvermischt, unverfälscht) und Che (Mensch). Die Reche-Mapuche besaßen nach Darstellungen einiger Autoren bis zum Auftauchen der spanischen Kolonisatoren eine gesellschaftliche Struktur, die frei von jeglicher Herrschaft war und keine festen territorialen Grenzen oder Barrieren zwischen den gesellschaftlichen Schichten kannte. Ordnung wurde durch soziale Bindungen wie Verwandtschaften oder Allianzen hergestellt, die frei eingegangen werden konnten. Diese Deutung des Gesellschaftsmodells der Mapuche als einer dem Anarchismus nahestehenden Form des Zusammenlebens, die auch von Vertretern der Mapuche selbst verfochten wird, kritisiert an der neuzeitlichen politischen Anthropologie, dass sie keine Gesellschaft ohne Herrschaft denken konnte und die herrschaftsfreien Gesellschaften des amerikanischen Doppelkontinents deshalb stets nur im Hinblick auf Funktionsträger wie „Häuptlinge“ (etwa die temporären Kriegshäuptlinge der Mapuche) oder (auch als Priesterärzte tätige) Machi (weibliche oder homosexuelle „Schamanen“) untersucht habe. In der ursprünglichen Mapuche-Gesellschaft hätten derartige Personen zwar durchaus über Macht (im Sinne von Einfluss), nicht aber über die zur Durchsetzung von tatsächlicher Herrschaft nötigen Zwangs- und Gewaltmittel verfügt. Wer sich ihnen nicht beugen wollte, ging eigene Wege und wurde in Ruhe gelassen. Auch gab es bei den Reche-Mapuche keine universelle Gottesfigur. Anders als Maya und Azteken kannten sie keine zentralen Gottheiten und Repräsentationsinstanzen der religiösen Sphäre, die von allen vorbehaltlos anzuerkennen waren.
So sahen denn auch die spanischen Konquistadoren in den Mapuche eine Art Gegenbild zum eigenen, straff hierarchisch organisierten System: „Sie haben kein Oberhaupt, sie erkennen keine Obrigkeiten an, sie haben keine Schriftsprache, sie haben kein Gesetz, ihnen fehlen Glaube und Ansehen“ (Holdenis Casanova Guarda)
Jedenfalls wird eine ethnozentristische Betrachtung der Ur-Mapuche als Mangelgesellschaft ohne Staat, ohne Schrift, ohne Geschichte und ohne Markt der Wirklichkeit insoweit nicht gerecht, als sie ausblendet, dass es diesen Gesellschaften durchaus gelungen war, eine befriedigende Beherrschung der natürlichen Umwelt zu erreichen, die den Bedürfnissen ihrer Lebensweise voll entsprach. Die herkömmliche Vorstellung von „Entwicklung“, die von einer Parallelität von ökonomischer Entwicklung und der Entwicklung politischer Machtstrukturen ausgeht, ist für eine Deutung dieser Form von Gemeinwesen nach Ansicht vieler nicht geeignet.

### Kolonisation

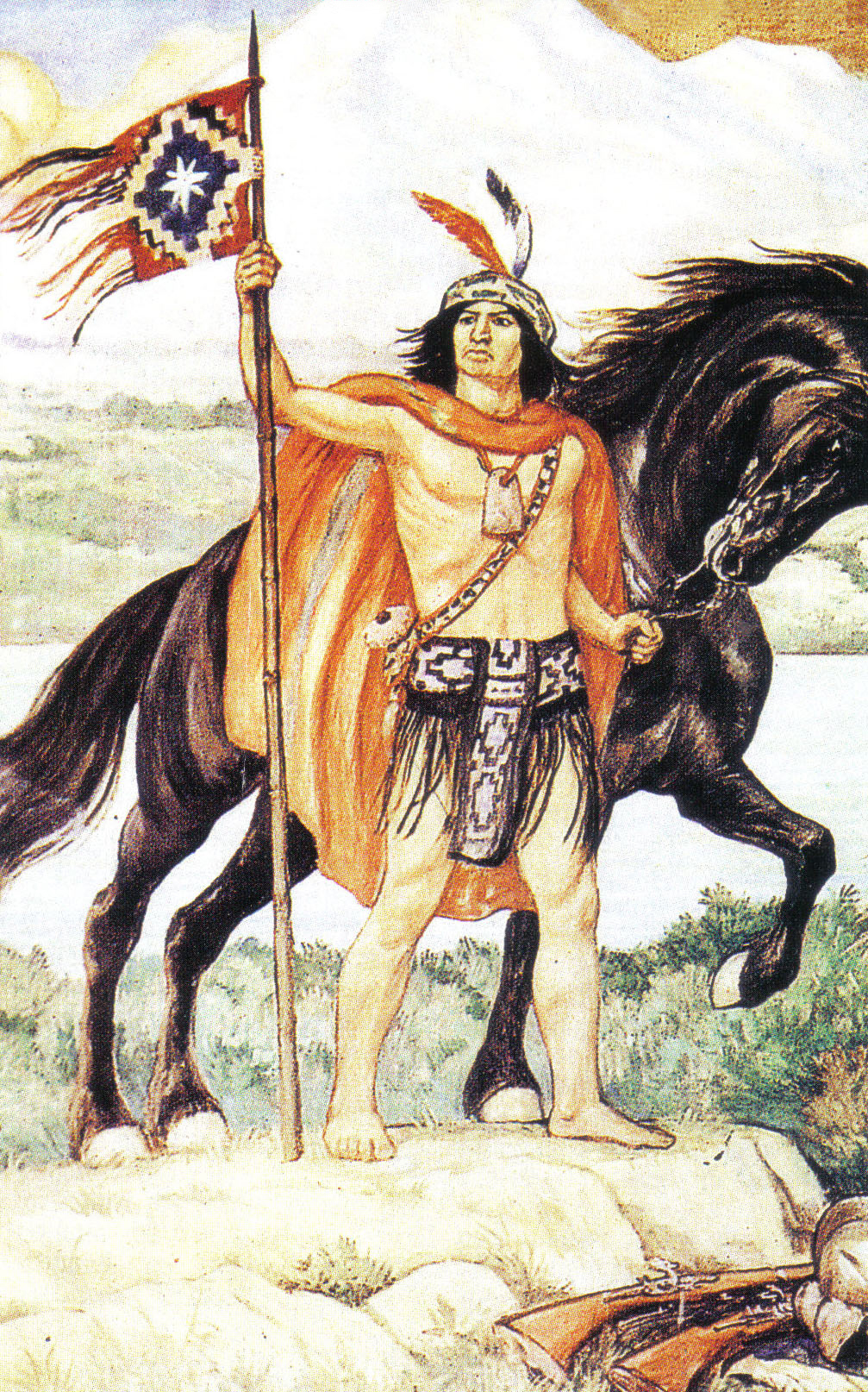
Lautaro (um 1535–1557), war ein Kriegshäuptling (Toki) der Mapuche im Arauco-Krieg in Chile. Malerei von Pedro Subercaseaux Errázuriz (1880–1956).

Die seit 1536 eindringenden Spanier wurden – wie zuvor die Inkas – erbittert bekämpft. Sehr schnell und viel gezielter als etwa die nordamerikanischen Indianer übernahmen die Araukaner das Pferd durch systematischen Diebstahl und erlernten die Reitkunst und Zucht der Tiere. Innerhalb weniger Jahrzehnte entwickelte sich eine kriegerische südamerikanische Reiterkultur, die es vollbrachte, jahrhundertelang als antikolonialer Gegenstaat (der viel von den Spaniern kopierte) zu bestehen.
1546 trafen spanische Konquistadoren unter Pedro de Valdivia am Fluss Bío Bío erstmals auf die Mapuche, die die Kolonisatoren zunächst erfolgreich am Aufbau einer Festung hinderten. Erst 1550 gelang es den Spaniern, die Stadt Concepción zu gründen. Die Mapuche entschlossen sich daraufhin zum Krieg. Im Dezember 1553 kam es zur Schlacht von Tucapel, die mit einem Desaster für die Spanier endete und in der Valdivia selbst zu Tode kam. Unter ihrem gemeinsamen Kriegshäuptling, dem Toki („Beil“) Lautaro zerstörten sie von 1554 bis 1556 in mehreren Angriffswellen eine Reihe von Stützpunkten, darunter auch die Festung Arauco und die befestigte Stadt Concepción, wurden dann aber auf dem Marsch nach Santiago de Chile in der Schlacht bei Peteroa (1. April 1557) von Francisco de Villagra bei einem nächtlichen Überraschungsangriff geschlagen, bei dem auch Lautaro ums Leben kam. Der neue Gouverneur García Hurtado de Mendoza unternahm ab Sommer 1557 einen weiteren Feldzug nach Süden, der jedoch nach mehreren verlustreichen Gefechten ins Stocken kam und schließlich abgebrochen werden musste. Arauco konnte allerdings wieder besetzt werden und wurde endgültig erst 1723 von den Mapuche überrannt. Lautaros Nachfolger Caupolicán wurde von den Spaniern gefangen und grausam getötet. Er diente dem spanischen Schriftsteller Alonso de Ercilla y Zúñiga, der den Feldzug selbst miterlebte, als Vorbild für seinen 1569 veröffentlichten Versroman La Araucana. Auch der Chronist Pedro Mariño de Lobera beschreibt in seiner „Chronik des Königreichs Chile“ (Crónica del Reino de Chile, erschienen 1595) die Kämpfe mit den Mapuche aus der Sicht der Eroberer anschaulich.
In der Folgezeit zerstörten die Indianer die meisten der von Siedlern gegründeten Ansiedlungen im Süden des Landes und verhinderten damit eine weitere Kolonisierung Chiles nachhaltig. Zu einem weiteren großen Aufstand kam es in den Jahren von 1598 bis 1604, nachdem die Huilliche die spanischen Truppen 1598 in der Schlacht von Curalaba noch einmal vernichtend geschlagen hatten. Dabei war auch der spanische Gouverneur Chiles, Martín García Óñez de Loyola, getötet worden. Die spanische Verwaltung in Südchile konnte sich danach nur noch auf der Insel Chiloé halten.
Die Mapuche erkannten sehr schnell, dass die Spanier nur erfolgreich zu bekämpfen waren, wenn man sie mit ihren eigenen Mitteln schlug. Daher übernahmen sie neben der Reitkunst zahlreiche spanische Kulturelemente und errichteten eine Gesellschaft, die auf streng militärischer Erziehung und systematischer „Hassentwicklung“ gegen die Spanier beruhte: So wurden gefangene Spanier bereits durch Kinder gefoltert, gedemütigt, vergewaltigt und schließlich getötet und verspeist (→ Kannibalismus). Auch das Christentum konnte sich bis zum Ende des Mapuche-Staates nicht ausbreiten. Selbst Araukanern drohte bei Übernahme des neuen Glaubens der Tod.
Der andauernde Widerstand der Ureinwohner zwang die Spanier 1641 zur Anerkennung einer unabhängigen Mapuche-Nation im Vertrag von Quillín. Darin wurde der Bío-Bío-Fluss als faktisch schon seit 1602 bestehende Grenze zum Mapuchegebiet festgeschrieben und dem Volk der Mapuche Souveränität zugebilligt, ein in der Geschichte indigener Bevölkerungen in Südamerika einzigartiger Vorgang. Zwar kam es auch danach immer wieder zu kriegerischen Auseinandersetzungen und Eroberungsversuchen, doch hatte die Grenzziehung im Wesentlichen bis zum Ende der Kolonialzeit Bestand.
In dieser Zeit erweiterten die Mapuche ihren Siedlungsraum allmählich über die Anden nach Osten, wo sie verwilderte Rinder und Pferde jagten. Dabei kam es zu einem Kulturtransfer zu den dort lebenden Ethnien, der sogenannten „Araukanisierung“. Ein Teil der dort lebenden Tehuelche übernahm die Pferdezucht und aus der Verbindung dieser Gruppe mit den Mapuche entstand die Araukanergruppe der Pewenche. Die neue Heimat, eine Steppenlandschaft, eignete sich ausgezeichnet für die Viehzucht. Die Mapuche hielten dort große Herden Rinder, Pferde und Schafe und kontrollierten zeitweise den Salz- und Viehhandel im gesamten südlichen Südamerika.

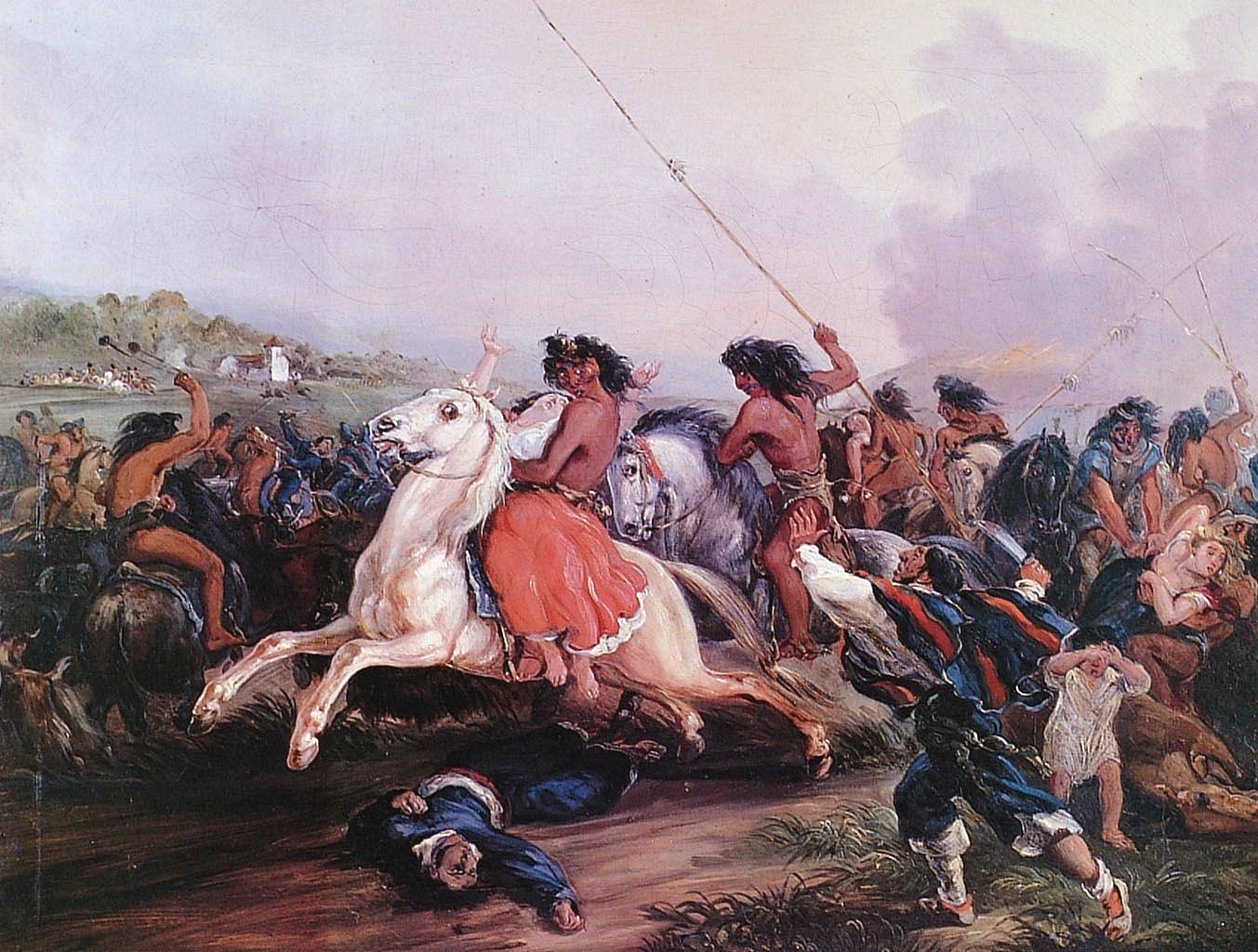
„El Malón“, Gemälde von Moritz Rugendas (1802–1858). „Malón“ war die Bezeichnung für einen Überfall berittener Mapuche auf europäische Siedler.

1825 erkannte auch das mittlerweile unabhängige Chile die Eigenständigkeit der Mapuche ausdrücklich an. Erst im Rahmen der 1861 vom Präsidenten José Joaquín Pérez ausgerufenen so genannten „Befriedung Araukaniens“ wurde das Mapuche-Gebiet gewaltsam an Chile angegliedert und im Jahre 1883 endgültig unterworfen. Anschließend wurde der Süden Chiles und damit die bislang von den Mapuche bewohnten Gebiete massiv von neuen Einwanderern aus Europa, darunter besonders viele Deutsche, besiedelt. Die verbliebenen Mapuche mussten große Teile ihrer angestammten Siedlungsräume verlassen und wurden in verhältnismäßig kleinen Reservaten konzentriert, wo sie infolge der räumlichen Enge häufig kein Auskommen fanden. Verarmung, Kriminalität, soziale Konflikte mit den europäischen Neuansiedlern und schließlich Abwanderung in die Städte waren die Folge. 1934 scheiterte der letzte größere Aufstand der Mapuche bei Ranquil.

### Das Königreich von Araukanien und Patagonien
Das Königreich von Araukanien und Patagonien gehört zu den skurrilsten Episoden der chilenischen Geschichte. Im Jahre 1858 reiste der französische Rechtsanwalt Orélie Antoine de Tounens nach Chile. Er war von der Idee besessen, mit den Mapuche und den Indianern Patagoniens ein eigenes Königreich zu errichten. Nach Verhandlungen mit dem Kaziken Mañil reiste er in die Region Bío-Bío. Mañil war inzwischen verstorben, aber sein Nachfolger Quilapán nahm ihn herzlich auf. Tounens legte den Mapuche einen selbst ausgearbeiteten Verfassungsentwurf vor und konnte die Indianer davon überzeugen, ihn am 17. November 1860 zum „König von Araukanien und Patagonien“ zu wählen. Die chilenische Regierung und andere Regierungen ignorierten ihn vorläufig einfach. Schließlich verriet ihn sein Diener Juan Rosales Baptist an die chilenischen Behörden, die ihn festnehmen ließen. 1862 wurde Tounens nach Frankreich abgeschoben. Trotzdem versuchte er noch mehrmals, nach Südamerika zurückzugelangen, um sein „Königreich“ aufzubauen.

### 20. Jahrhundert
Bedingt durch den Verlust ihres Landes an Großgrundbesitzer (latifundistas) und Holzfirmen wanderten im 20. Jahrhundert viele Mapuche in die Städte ab, etwa 40 Prozent leben heute in der chilenischen Hauptstadt Santiago, in Temuco und anderen Ballungsräumen. Gewisse Verbesserungen ergaben sich für die Mapuche unter der Regierung Salvador Allendes, der die massive Enteignung von Landwirtschaftsbetrieben vorantrieb, was zur Rückgabe von Land an die Bewohner führte. Auch war geplant, zweisprachigen Schulunterricht zu ermöglichen. Unter der Pinochet-Diktatur wurde die Enteignung der Großgrundbesitzer jedoch wieder rückgängig gemacht. Es folgten neuerliche schwere Repressalien (v. a. durch die Abschaffung des Gemeineigentums, was faktisch die Enteignung der Mapuche-Gemeinschaften bedeutete). Zudem wurde der Río Bío Bío gestaut, was weite Landstriche des Mapuche-Landes unter Wasser setzte. Zu Billigpreisen kauften die Holzkonzerne in der Amtszeit Pinochets Urwälder, Weingüter und Ackergebiete auf und verwandelten sie in Holzplantagen. Indigenendörfer und Bauernhöfe, die nicht weichen wollten, wurden eingekreist.
Das Ende der Pinochet-Diktatur brachte keine Besserung: Die demokratischen Regierungen übernahmen das Wirtschaftsmodell Pinochets, das auf dem Export von Rohstoffen beruhte. Zahlreiche Indigenenfamilien flüchteten in der Folge in die Städte, auch weil sie der Ackerbau nicht mehr ernährte. Alkoholismus, Prostitution und Verbrechen verbreiteten sich.
In nationalistischen Kreisen Chiles wird die Existenz des Mapuche-Volkes bis heute regelmäßig geleugnet; es sei, so eine gängige These, durch „Vermischung“ (mestizaje) in der Gesamtbevölkerung aufgegangen. Bezeichnend ist der Ausspruch Pinochets: „Es gibt keine Ureinwohner, wir sind alle Chilenen.“ Dagegen betonen die meisten Vertreter der Mapuche-Gemeinschaften (comunidades) ihre Eigenständigkeit und zumindest die Radikaleren unter ihnen lehnen es ab, sich als Chilenen zu bezeichnen. Historisch bedingte gegenseitige Vorbehalte prägen das Verhältnis zwischen den Kulturen der Mapuche und der Weißen teilweise bis heute.

### 21. Jahrhundert
Der chilenische Zensus von 2002 ergab 604.349 Mapuche auf chilenischem Staatsgebiet (928.500 im Jahre 1992). Inwieweit dieser Rückgang Assimilierungseffekte widerspiegelt oder auf Erhebungstechniken zurückgeht, ist umstritten. Die ursprüngliche Sprache der Mapuche, das Mapudungun, wird in Chile nur noch von etwa 260.000 Menschen verstanden. In Argentinien beläuft sich die Mapuche-Bevölkerung auf ungefähr 250.000 Menschen, von denen ca. 10.000 Mapudungun verstehen. Die Alphabetisierungsrate sowohl in der Amtssprache Spanisch als auch in Mapudungun ist sehr gering. Das Gros der Mapuche lebt in einfachen Verhältnissen. Männer arbeiten häufig als Gelegenheitsarbeiter, zum Beispiel in der Landwirtschaft, Frauen oft als Hausangestellte in Häusern der Oberschicht.

Seit Jahren ist das Verhältnis zwischen Mapuche, die den Großteil der indigenen Bewegung in Chile ausmachen, und dem chilenischen Staat durch Landrechtskonflikte zerrüttet. Mittlerweile gab es in gewissem Umfang Landrückgaben, aber auch neue Konflikte und umstrittene Gerichtsurteile gegen militante Mapuche-Angehörige. Die rechtliche Stellung ist auch deshalb schwierig, weil die chilenische Verfassung indigenen Gruppen (anders als in den meisten südamerikanischen Ländern) keine ethnisch-kulturelle Sonderstellung einräumt.

Wenufoye-Flagge, 1992 von der indigenen Organisation Consejo de Todas las Tierras geschaffen.

Microsoft beabsichtigte Presseberichten zufolge, eine Version von Windows XP in Mapudungun zu veröffentlichen. Im November 2006 wurde bekannt, dass die Führer der Indianer daraufhin wegen Verletzung geistigen Eigentums gegen Microsoft klagen wollten.
2008 flammte der Konflikt um die natürlichen Ressourcen Wald und Wasser erneut auf. Um ihre Interessen zu verteidigen und die teils tausend Jahre alten Araukarienwälder vor der Verarbeitung zu Cellulose zu bewahren, besetzten Aktivisten Farmen und setzten Lastwagen von Holzfällern in Brand. Bei dem Versuch einer Farmbesetzung wurde ein 22-jähriger Aktivist bei Auseinandersetzungen mit der Polizei getötet. Stand 2021 waren über zwei Millionen Hektar einzigartiger Araukarien- und Mischwälder von Holzkonzernen verarbeitet und mit schnell wachsendem Eukalyptus und Kiefern bepflanzt worden. Als Reaktion stecken die Mapuche Bulldozer, Fahrzeuge, Lagerhäuser und Verwaltungsgebäude der Holzfirmen in Brand, errichten Straßensperren und attackieren fremde Siedler und Polizisten.
Immer wieder, mit jeder Ermordung auf beiden Seiten (bspw. der des Aktivisten Camilo Catrillanca im Jahr 2018) brechen die Konflikte zwischen den Mapuche und der Polizei und dem Militär Chiles von Neuem auf. 2019 reichten Vertreter der Mapuche beim Internationalen Strafgerichtshof (IStGH) eine Petition ein, worin sie Chile und Argentinien Völkermord und Verbrechen gegen die Menschlichkeit vorwarfen und den IStGH aufforderten, dagegen vorzugehen.

## Religion und Mythologie
Der oberste Gott der Mapuche – allmächtiger Schöpfer und Sonnengott – ist Gynechen (span. Ngenechén). Für die Mapuche ist er zugleich Vater, Mutter, Bruder und Schwester. Neben ihm heilt eine „Freundin der Sonne“ Krankheiten der Menschen und es werden Sterngottheiten verehrt. Der Osten und der Süden sind den Mapuche heilig, da von dort die guten Winde kommen. Auch das Blau des Himmels ist heilig. Ein Huecuvus ist in der Mythologie ein böser Geist, der zum Beispiel als Wirbelwind erscheint und Krankheiten bringt. Die heiligen Tiere der Mapuche sind die Pferde, die hauptsächlich zum Reiten verwendet werden und die man an hohen Feiertagen wie dem Gilhatun (span. Ngillatún) auch schlachtet und verspeist. 
Das größte Fest des Jahres ist das sogenannte We Tripantu, das neue Jahr der Mapuche, das jeweils am kürzesten Tag im Jahr gefeiert wird. Dem Tag, an dem die Sonne sich ausruht und der Mond die Rolle der Sonne übernimmt, damit die Sonne sich ausruhen kann und gestärkt für ein neues Jahr wieder erscheint. Die Mapuche baden sich jeweils im Morgengrauen in den Gewässern, um sich zu reinigen, weil die Gewässer an diesem Tag am wärmsten sind.
Das wichtigste Ritual der Mapuche ist der Gilhatun. Das kleine Gilhatun findet jährlich, das große alle vier Jahre um die Weihnachtszeit statt. Für die Mapuche kommt alles paarweise vor, Gut und Böse, Mann und Frau etc. Es ist ein Bitt- und Dankesritual, das mehrere Tage dauern kann. Dabei wird Gynechen für die vergangenen Jahre gedankt, böse Geister werden vertrieben und gleichzeitig wird für die nächsten Jahre, für Fruchtbarkeit für Ernte und Vieh, gutes Wetter und Reichtum gebetet. Dem Gilhatun kommt auch eine große soziale Bedeutung zu, da es das Ritual ist, in dem jeweils die Gemeinde zusammenkommt und die Tage zusammen verbringt, wobei den bekannten Familien und Menschen die Ehre erwiesen wird, indem man mit ihnen Essen teilt, typischerweise ein Stück Fleisch (Pferd, Schwein, Rind oder Schaf, gekocht oder gegrillt) und ein Stück iwiñ kofke, ein in Pferdefett frittiertes Brot. Nicht selten schlachtet eine Familie mindestens ein Pferd und ein Schwein, um alle Gäste und Bekannte bedienen zu können. Das Fest verbindet Elemente des europäischen Neujahrsfestes mit einer eindrucksvollen Darstellung der traditionellen araukanischen Reiterkultur: Man errichtet einen rustikalen Altar, den man in feierlicher Prozession umreitet, immer rascher, schließlich in vollem Galopp. Zudem werden Lämmer geopfert, deren Blut man in Schüsseln auf dem Altar Gott anbietet. Zuletzt wird in großen Mengen Chicha (Mais- oder Apfelbier) getrunken. Zu diesem Fest gehört auch zumeist der Auftritt einer Machi. Sie erklimmt einen treppenartig eingekerbten mannshohen Holzklotz, Symbol der Himmelsleiter, auf welcher sie ins Jenseits zu den Göttern gelangt. Auf der Schamanentrommel kultrún schlagend, dreht sie sich auf der Spitze der Leiter so lange um sich selbst, bis sie in Trance fällt. Sie stürzt schließlich zu Boden, bleibt eine Weile wie tot liegen und erwacht dann, um zu berichten, was sie von Gott erfahren hat und ob er mit den Opfern und Gebeten zufrieden ist.
Dieses Ritual von Jenseitsreisen, die zum Teil noch von Hilfsgeistern begleitet werden und in Ekstase stattfinden, die Taten in der Geisterwelt, die Berufung der Machi durch Gott, die mehrjährige Lehrzeit, die Form und Bedeutung der Trommel und das zentrale Symbol der Himmelsleiter erinnert so stark an Konzepte des sibirischen Schamanismus, dass der Begriff Schamanismus in Zusammenhang mit den Mapuche häufig genannt wird – obwohl es sich aller Wahrscheinlichkeit nach nur um eine zufällige analoge Entwicklung handeln kann. Hier homologe Bezüge zu Sibirien herzustellen, gilt heute als höchst spekulativ.
Nach den laufenden Erhebungen des evangelikal-fundamentalistisch ausgerichteten Bekehrungsnetzwerkes Joshua Project bekennen sich heute noch 19 Prozent der Mapuche offiziell zur traditionellen Religion, etwa zehn Prozent sind nicht religiös und 71 Prozent nennen sich Christen. Allerdings ist das „Mapuche-Christentum“ in der Praxis vielmehr ein „katholisch durchsetztes Heidentum“. Die klassischen Rituale und die (oder der) Machi haben weiterhin eine zentrale Bedeutung. 80 Prozent aller heutigen Machi sind Frauen.

## Kultur

### Kalender
Die Mapuche haben ein eigenes Kalendersystem, das aus 13 Monaten zu je 28 Tagen besteht; es zählen sechs Monate von Sommer bis Winter und sieben Monate von Winter bis Sommer. Der Jahreswechsel findet am 24. Juni, zum Zeitpunkt der Wintersonnenwende auf der Südhalbkugel, statt.

### Handwerk
Bekannt sind die Mapuche für ihre Silberschmiedekunst, die sich allerdings erst im 17. Jahrhundert voll entfaltete. Jedes Schmuckstück hat seinen eigenen Namen und seine eigene magische Bedeutung.
Auch erwähnenswert sind daneben Weberei (hierbei die besonderen Formen und Farben der Mapuche), Töpferei, Schnitzerei und das Steinmetzhandwerk. 

### Hausbau
Die Mapuche lebten früher in großen Häusern aus Holz und Lehm, die Ruka genannt wurden. Der Fußboden blieb naturbelassen, da die Mapuche die Erde als Mutter ansehen und nichts zwischen sich und der Erde haben wollten. Eine Ruka hat keine Fenster und die Türöffnung wies immer Richtung Osten. In der Mitte befand sich stets das Feuer, dem die Mapuche heilende Kräfte zuschreiben. Inzwischen leben auch die Mapuche auf dem Land zumeist in Häusern nach europäischem Vorbild, wobei auch hier oft darauf geachtet wird, die Türöffnung Richtung Osten beizubehalten.

### Kleidung
Traditionell tragen die Frauen den Chamalh oder Kemalh, ein viereckiges, schwarzes Tuch, das man um den Körper wickelt und ein Ende über die Schulter zieht. Über den Schultern tragen die Frauen das ekulh, ein – ebenfalls schwarzes – Umhängetuch mit blauen Ecken. Um die Hüfte trägt man eine reich verzierte Schärpe.
Männer tragen die Chiripa – eine Art dreiviertellange Hose – und einen fein gewebten Poncho mit Verzierungen. Beide Geschlechter tragen Stirnbänder. Heute wird diese Kleidung hauptsächlich von den älteren Generationen und zu Festlichkeiten getragen.

### Landwirtschaft
Die traditionelle Form der Landwirtschaft ist bei den Mapuche seit dem 17./18. Jahrhundert die Landwechselwirtschaft mit Kartoffeln, Weizen, Quinoa, Bohnen und Chili auf Allmenden. Früher kam noch die Jagd und das Sammeln wilder Früchte (vor allem von der Araukarie) hinzu.

### Musik
Die traditionelle Mapuche-Musik gehört hauptsächlich zum religiösen Bereich; daneben gibt es Liebeslieder und Gesänge über die Heimat. Es werden Perkussionsinstrumente verwendet, z. B. ausschließlich für den rituellen Gebrauch die kultrún (eine flache Kesseltrommel, die als Schamanentrommel verwendet wird) und die cascahuillas (Schellen). Zwei weitere charakteristische Instrumente sind die trutruka, eine Naturtrompete, die aus dem Rohr einer Bambusart (colihue) und einem Mundstück besteht, die ähnliche nolkin, deren Ton jedoch durch Ansaugen von Luft aus der Röhre produziert wird, und die Maultrommel trompe. Herausragende Sängerinnen der Mapuche-Musik sind Aimé Paine und Nancy San Martin.